# ナンカルツェ県
ナンカルツェ県（ナンカルツェけん）は中華人民共和国チベット自治区山南市の県の一つ。県名はチベット語で「白い鼻先」の意。県政府所在地はナンカルツェ鎮（浪卡子鎮）。
ラサとシガツェを結ぶ幹線道路ができてからは旧街道沿いの町となったが、後に旧街道も舗装され、付近のヤムドク湖、カロー峠の観光拠点として中国人観光客が激増している。

## 行政区画
2鎮、8郷を管轄：
- 鎮：ナンカルツェ鎮（浪卡子鎮）、打隆鎮
- 郷：張達郷、倫布雪郷、多却郷、普瑪江塘郷、阿扎郷、卡竜郷、白地郷、卡熱郷

## 外部リンク

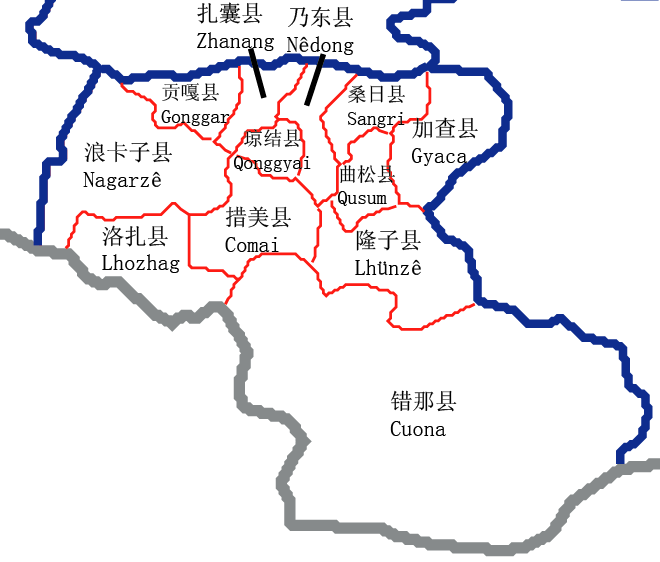
山南地区の行政区画